# Bieren
Bieren (Frans: Bierne) is een gemeente in de Franse Westhoek, in het Franse Noorderdepartement (Frans: département du Nord). De gemeente ligt in Frans-Vlaanderen in de streek het Blootland. Zij grenst aan de gemeenten Sint-Winoksbergen, Koudekerke, Soks, Krochte, Stene, Armboutskappel en Kapelle. Door Bieren stroomt het Kanaal van de Hoge Kolme, een onderdeel van de Kolme. Aan het kanaal ligt het gehuchtje Le Petit Millebrugghe. De gemeente telde op 1 januari 2022 1.744 inwoners.

## Geografie
De oppervlakte van Bieren bedroeg op 1 januari 2022 11,04 vierkante kilometer; de bevolkingsdichtheid was toen 158 inwoners per km².

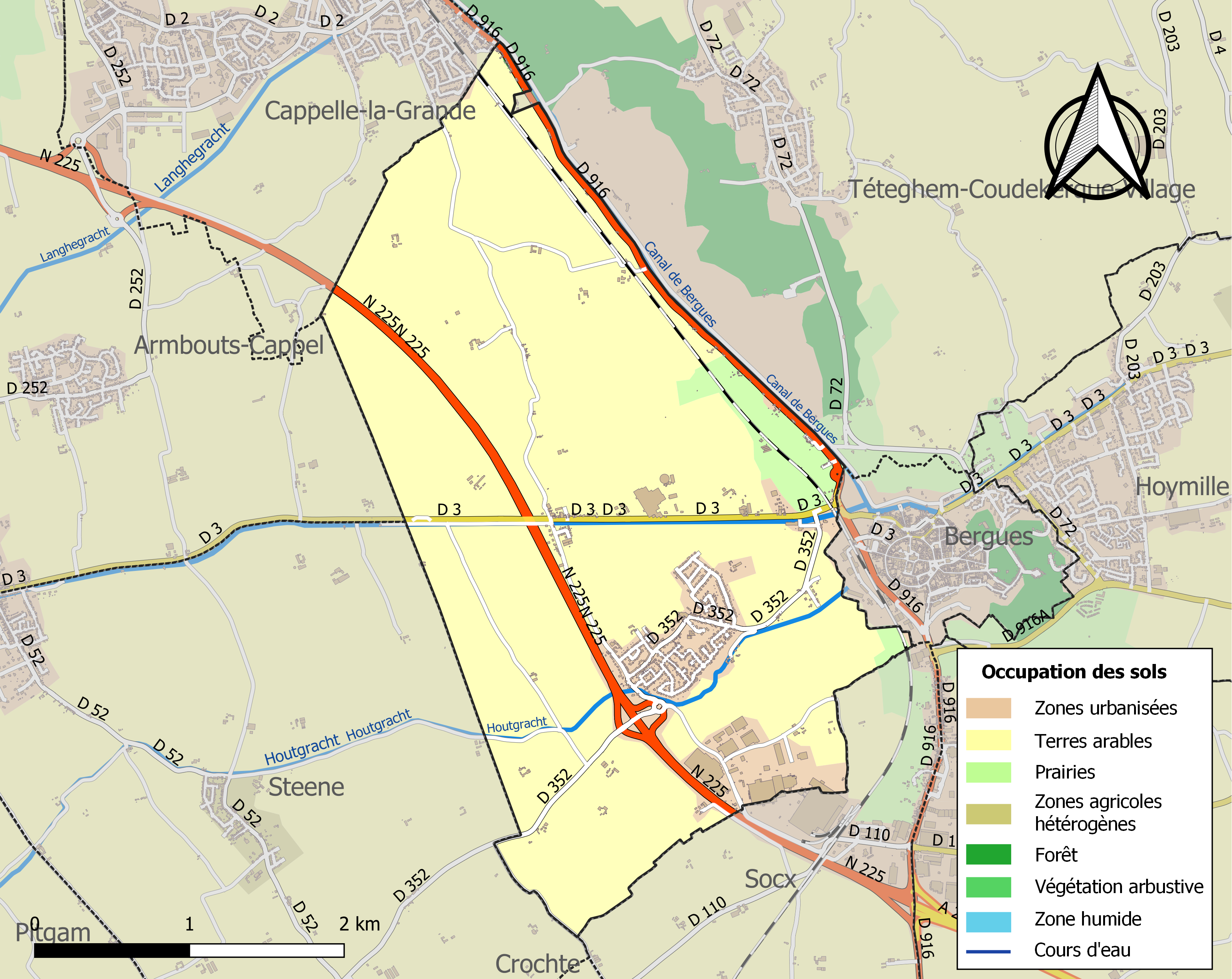
Kaart van de gemeente met belangrijkste infrastructuur, bodemgebruik en omliggende gemeenten

## Naam
De oorspronkelijke plaatsnaam van het dorp is Bieren en heeft een Oudnederlandse herkomst. De oudste vermelding is van 1067, als Bieren. Het betreft een zelfstandig naamwoord met als betekenis in modern Nederlands: bern (modder, slijk; mest).

## Geschiedenis
Bieren werd voor de eerste keer vermeld in het Groot Charter van Graaf van Vlaanderen Boudewijn VI van 27 mei 1067, waarin bepaalde rechten in het dorp werden gegeven aan de Abdij van Sint-Winoksbergen. In Bieren staat de Sint-Gorikskerk die gebouwd werd rond 1807.

## Bezienswaardigheden
- Sint-Gorikskerk (Église Saint-Géry)
- Monument voor de Doden

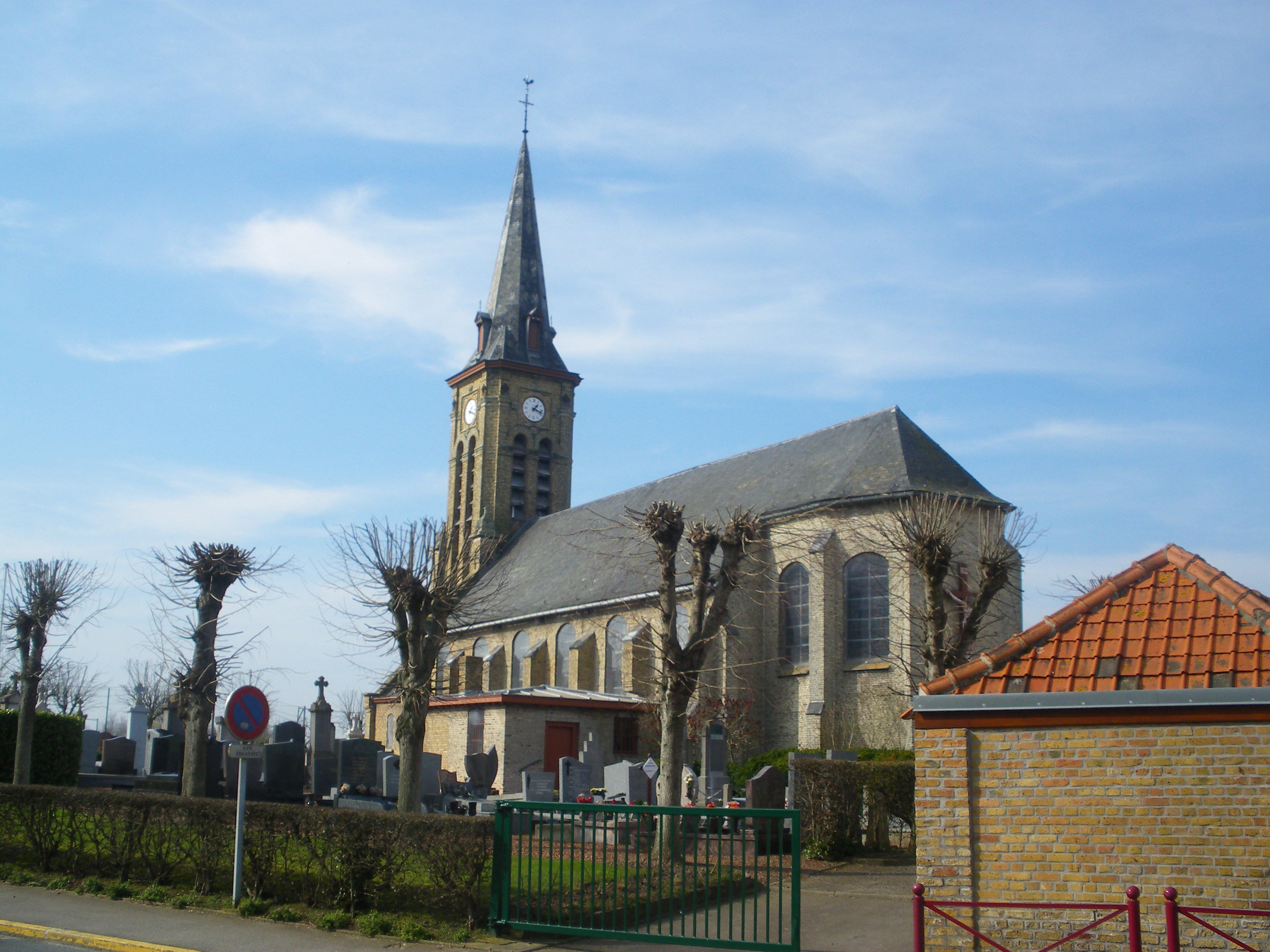
De Sint-Gorikskerk
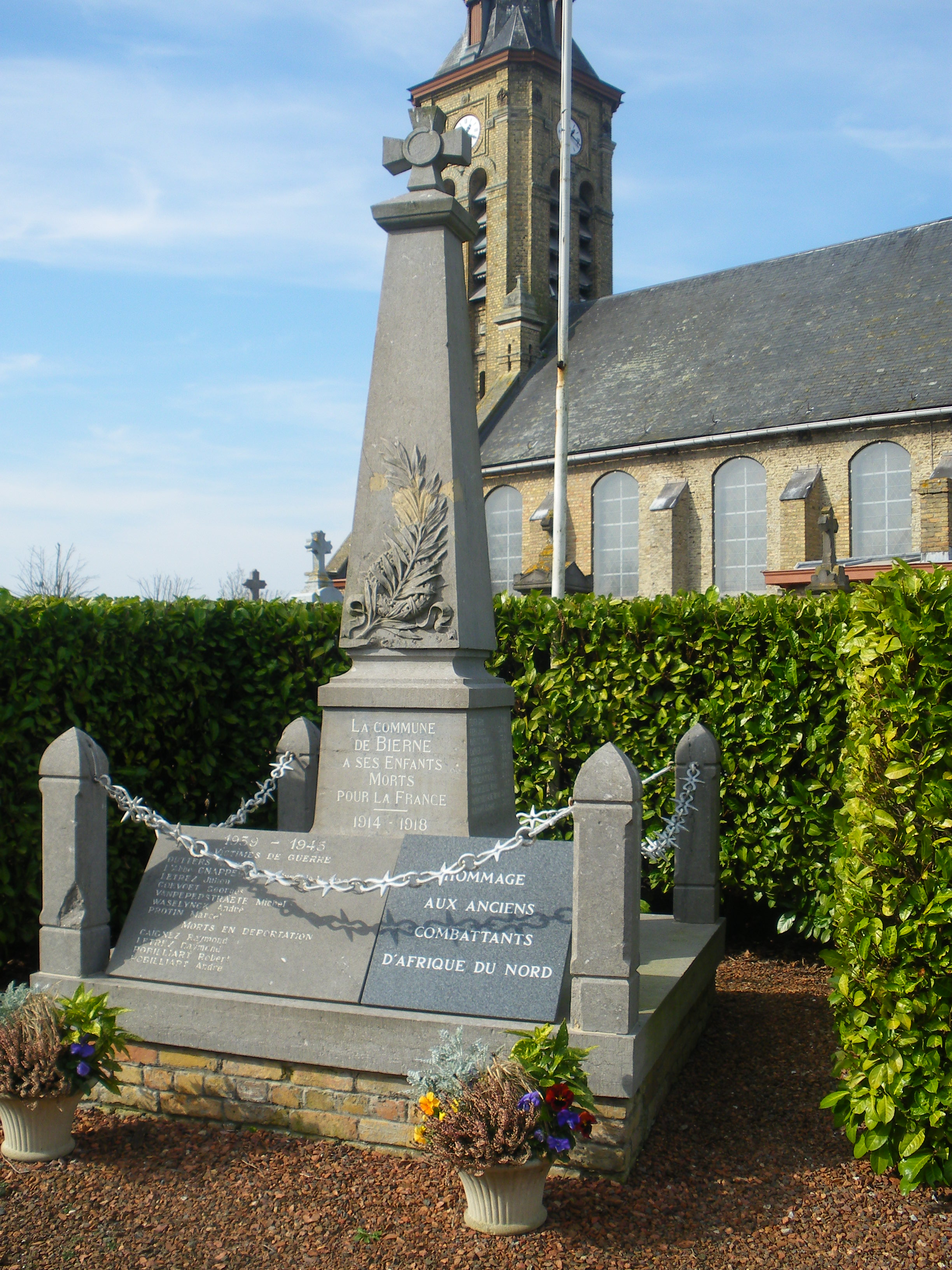
Oorlogsmonument
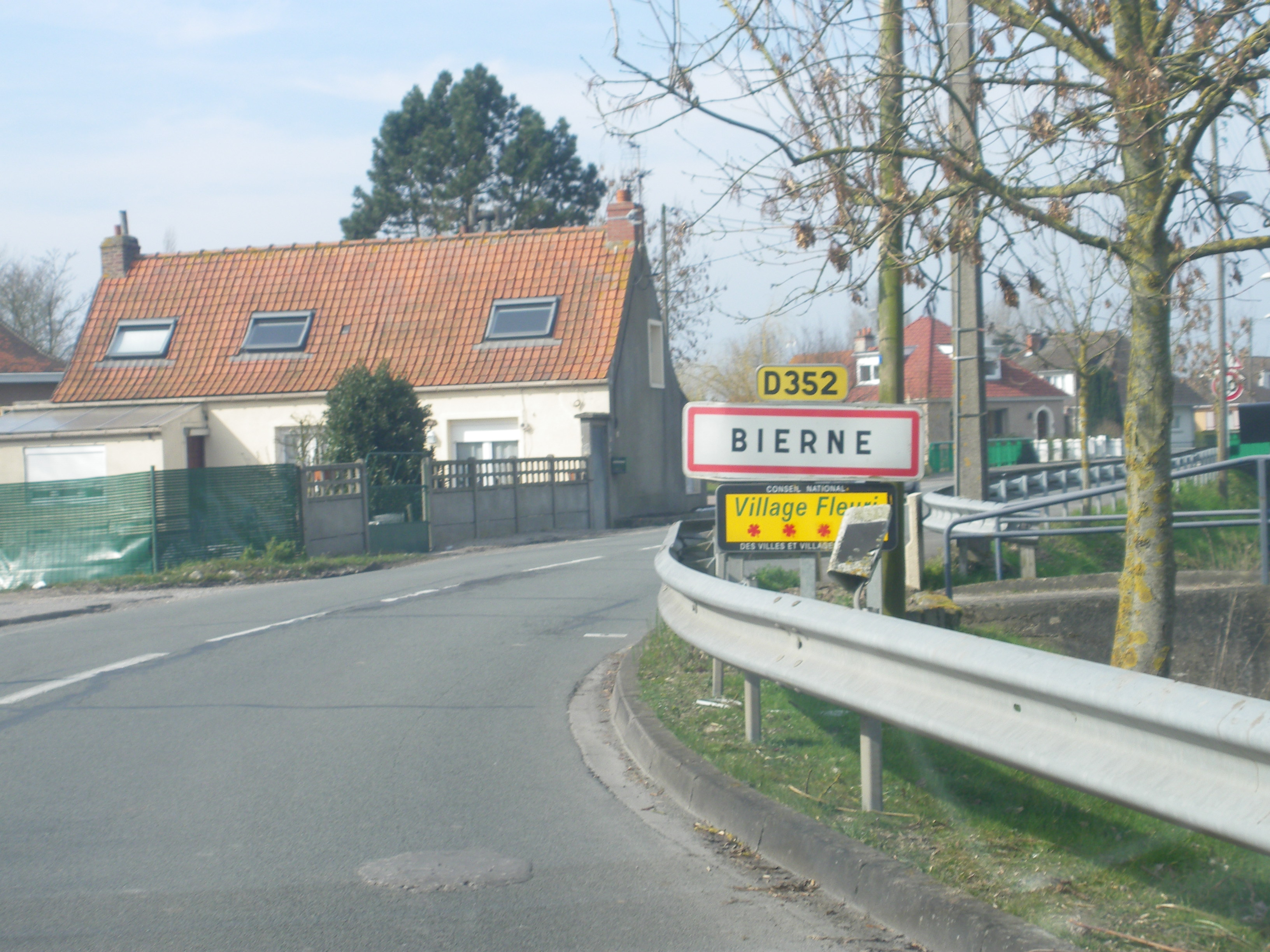
Toegangsweg naar het dorp

## Economie
In Bieren bevond zich de spinnerij Mathias. In 1875 werd in het gebouw een mouterij gevestigd, die later een coöperatieve mouterij voor de brouwers in het noorden werd. Later werd de brouwerij opgeheven en een deel van het gebouw werd tot een opslagplaats voor granen.

## Demografie
Onderstaande figuur toont het verloop van het inwonertal (bron: INSEE-tellingen).

## Niet te verwarren met
- Bieren (Rödinghausen), een plaats in Duitsland nabij Bünde.

Armboutskappel · Bieren · Kapelle · Nieuw-Koudekerke · Sint-Winoksbergen · Spijker · Stene · Téteghem-Coudekerque-Village · Uksem
Armboutskappel · Arneke · Bambeke · Bavinkhove · Belle · Berten · Bieren · Bissezele · Blaringem · Boeschepe · Boezegem · Bollezele · Borre · Bray-Dunes · Broekburg · Broekkerke · Broksele · Buisscheure · Drinkam · Duinkerke · Ebblingem · Eke · Ekelsbeke · Eringem · Gijvelde · Godewaarsvelde · La Gorgue · Grand-Fort-Philippe · Grevelingen · Groot-Sinten · Hardefoort · Haverskerke · Hazebroek · Herzele · Holke · Hondegem · Hondschote · Hooimille · Houtkerke · Kaaster · Kapelle · Kapellebroek · Kassel · Killem · Kraaiwijk · Krochte · Kwaadieper · Lederzele · Ledringem · Leffrinkhoeke · Linde · Loberge · Loon · Meregem · Merkegem · Merris · Meteren · Millam · Moerbeke · Niepkerke · Nieuw-Berkijn · Nieuw-Koudekerke · Nieuwerleet · Noordpene · Ochtezele · Okselare · Oostkappel · Oud-Berkijn · Oudezele · Pitgam · Pradeels · Rekspoede · Rubroek · Ruisscheure · Sint-Janskappel · Sint-Joris · Sint-Mariakappel · Sint-Momelijn · Sint-Pietersbroek · Sint-Silvesterkappel · Sint-Winoksbergen · Soks · Spijker · Stapel · Steenbeke · Steenvoorde · Steenwerk · Stegers · Stene · Strazele · Terdegem · Téteghem-Coudekerque-Village · Tienen · Uksem · Vleteren · Volkerinkhove · Waalskappel · Warrem · Waten · Wemaarskappel · Westkappel · Wilder · Winnezele · Wormhout · Wulverdinge · Zegerskappel · Zerkel · Zermezele · Zoeterstee · Zuidkote · Zuidpene